# Pueblos líbicos

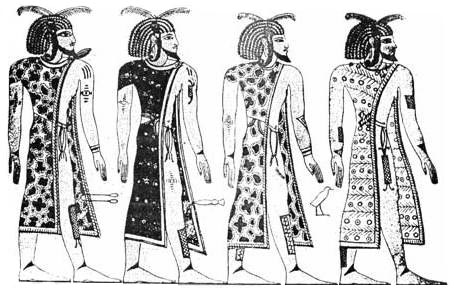
Líbicos representados por los egipcios.

Los líbicos (o libios antes de designar a los habitantes de la actual Libia) eran un conjunto de pueblos que habitaban en África del Norte antes de la llegada de los  fenicios (entre el Atlántico y Tripolitania). Eran los ancestros de los actuales pueblos bereberes. Las poblaciones líbicas estuvieron bajo la dominación feno-púnica, después sometidos por los romanos, aunque en parte estaban marginados y/o aculturizados. Se habla además en ocasiones de libofenicios (o libiofenicios) para denominar a estas poblaciones que se habían mezclado (mediante matrimonio intercomunitario o aculturación). 

## Orígenes
Su nombre se explica por la utilización del nombre «Libia»: 

los griegos han denominado Libia a África, y el mar de enfrente, Líbico.
Plinio el Viejo, Historia Natural, libro V.

  El término griego Libyh derivaba de un pueblo establecido en Cirenaica y en el delta del Nilo, los libus; el término se fue extendiendo paulatinamente a todo el continente.
Estos pueblos serían la mayoría originarios de África oriental (lo que explicaría el vínculo etimológico con los libus) con aportes muy precoces de poblaciones a la vez negroides (llegados del sur) y de leucodermos (llegados del norte).

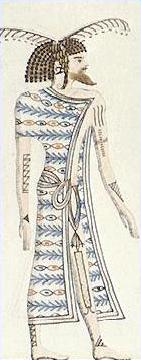
Reproducción de un libio pintado en la tumba de Seti I.

Existen representaciones de líbicos en algunos frescos egipcios como los de la tumba de Seti I: se ve a cuatro libios (leucodermos) vestidos con largas ropas coloreadas, con tatuajes, y plumas de pájaros en la cabeza.

## Diversidad de pueblos
La mención más antigua sobre los pueblos líbicos data del siglo V a. C., en la obra de Heródoto: el historiador de Halicarnaso evoca una multitud de pueblos autóctonos, nómadas, seminómadas, incluso sedentarios. El idioma líbico y la cultura parecían crear una cierta unidad entre estos pueblos, aun así se pueden identificar dos grupos en las poblaciones líbicas:
- Un primer grupo de pueblos bastante mal identificados y localizados por los autores antiguos, tienen nombres diferentes: los nasamones, los nigritas, los atlantes, los trogloditas,[5] los bacuatas, los bavares, los suburbures, los musulames y los gétulos.

- Un segundo grupo comprende a los mauros y los númidas. Estos últimos estaban divididos en masilios y masesilos.

Estos diversos pueblos líbicos estaban organizados de un modo generalmente tribal con un jefe o un rey al frente, sin embargo, algunos como los mauros y masilios supieron desarrollar una organización más elaborada.

## Polisemia del término «libios»
El término «libios» ha designado a otros pueblos según el punto de vista cultural y la época:
- En Antigua Grecia, era utilizado para denominar o bien al conjunto de los habitantes de África del Norte, o bien a una parte de ellos.

- A partir del siglo V a. C., el nombre de Libia se refiere al conjunto de las tierras conocidas del continente africano, puesto que las acepciones de los términos «libios» y «líbicos» difieren. Los egipcios y los hebreos utilizaban la palabra libios para referirse a los pueblos costeros situados entre Egipto y Siria, mientras que los griegos aplicaban esta denominación a los habitantes que vivían en el interior de Cirene.[6]

- Hoy en día, los libios son los ciudadanos de Libia.